# Miniopterus tristis
Miniopterus tristis је врста слепог миша (Chiroptera) из породице вечерњака (Vespertilionidae).

## Распрострањење
Врста је присутна у Вануатуу, Индонезији, Папуи Новој Гвинеји, Соломоновим острвима и Филипинима.

## Станиште
Врста Miniopterus tristis има станиште на копну.

## Угроженост
Ова врста није угрожена, и наведена је као последња брига јер има широко распрострањење.

### Популациони тренд
Популациони тренд је за ову врсту непознат.